# Taulanter

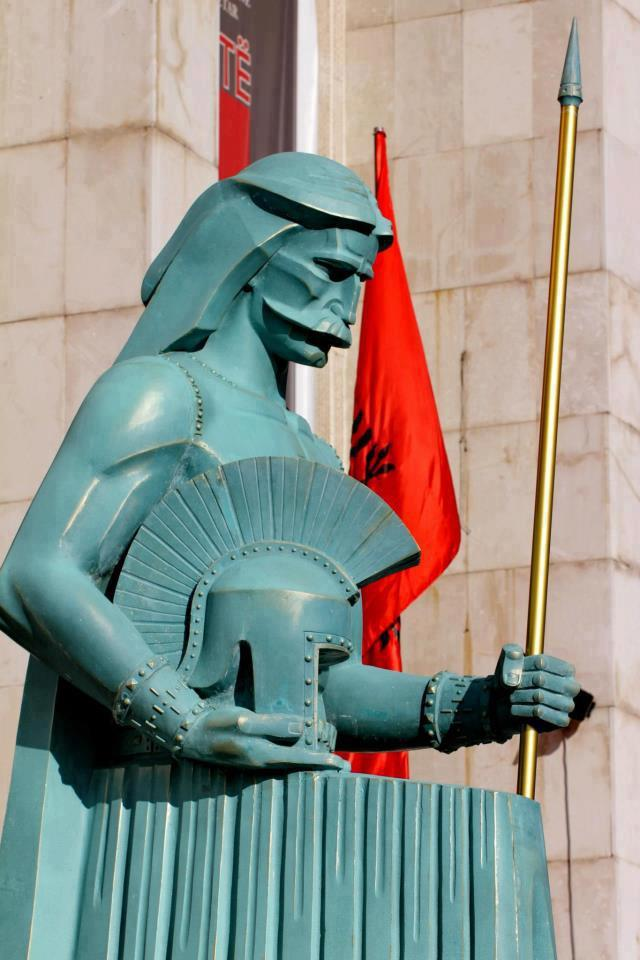
Glaukias var kung över taulanterna i Illyrien 317–303 f.Kr.

Taulanter (på albanska taulantët) var ett kluster av illyriska stammar. Enligt den grekiska mytologin var Taulas en av sönerna till Illyrius och den eponyma förfadern av taulanterna. Stammen bodde vid Adriatiska kusten i Illyrien, i närheten av staden Epidamnos (dagens Durrës). Denna stam har spelat en viktig roll i den illyriska historien sedan 400- och 300-talen f.Kr., då kung Glaukias (335 f.Kr.–302 f.Kr.) härskade över dem. Denna stam hade blivit tvåspråkig under påverkan av en tidig hellenisering.